# Lista de estádios de futebol da Alemanha

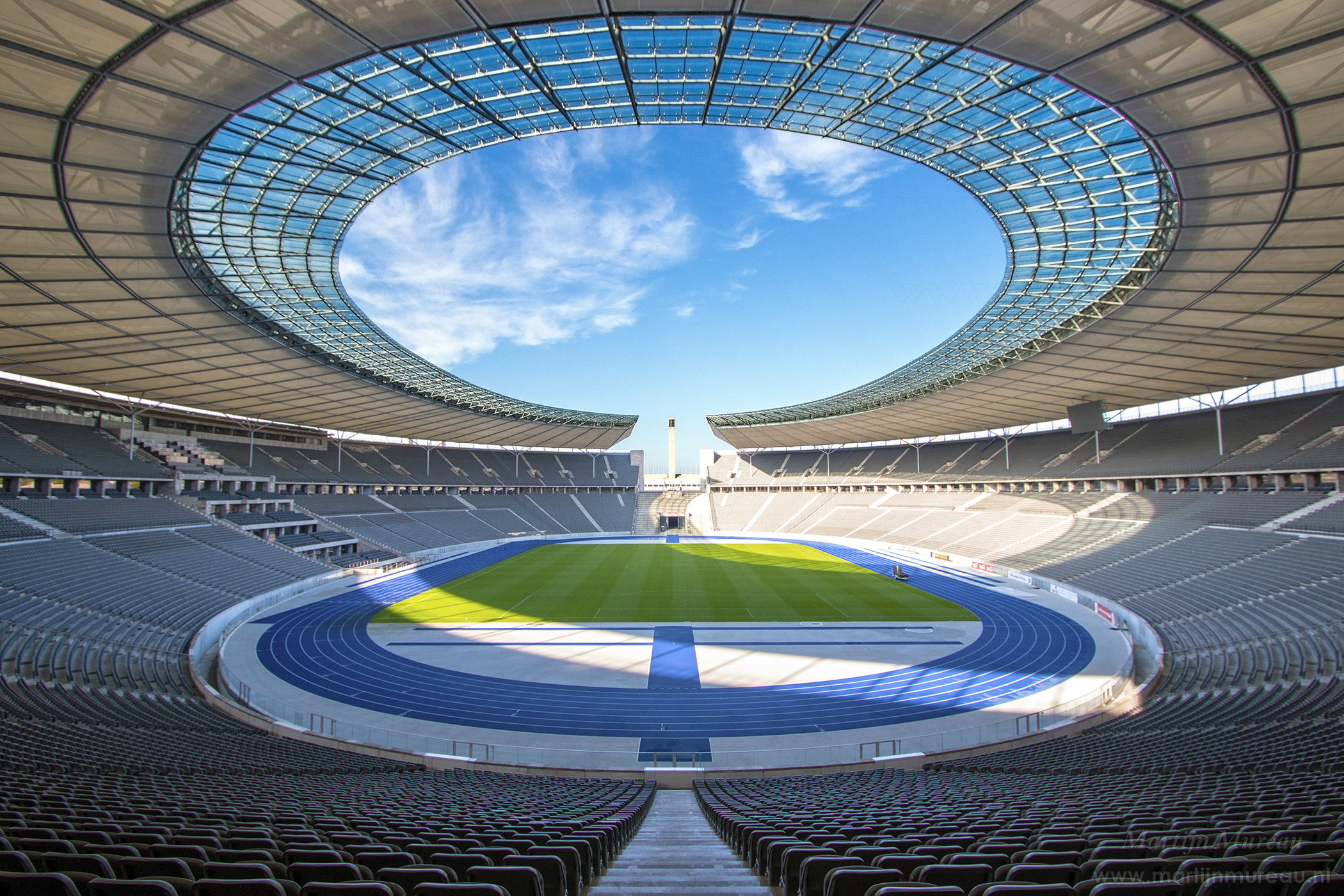
Olympiastadion Berlin o segundo maior estádio da Alemanha.

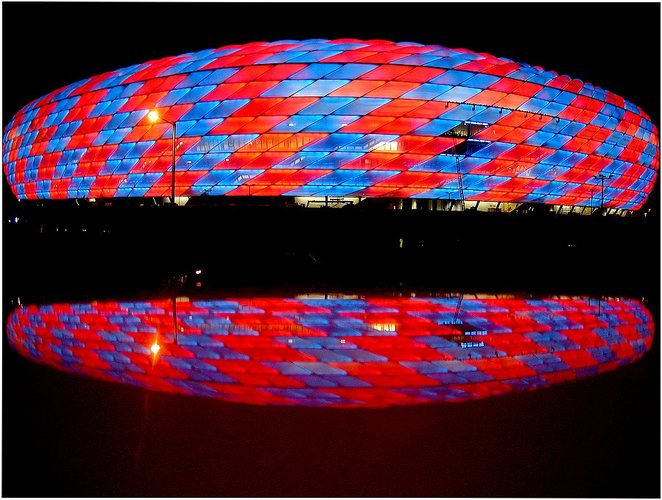
Allianz Arena o Terceiro maior estádio da Alemanha.

Esta é uma lista de estádios de futebol da Alemanha.
As capacidades abaixo se referem as capacidades máximas, retirando-se assentos para parte dos torcedores assistirem as partidas de pé, caso notadamente do Signal Iduna Park.
| Nº | Estádio               | Capacidade | Localidade      |
| -- | --------------------- | ---------- | --------------- |
| 1  | Signal Iduna Park     | 81 264     | Dortmund        |
| 2  | Olympiastadion Berlin | 76 065     | Berlim          |
| 3  | Allianz Arena         | 69 901     | Munique         |
| 4  | Veltins Arena         | 61 027     | Gelsenkirchen   |
| 5  | HSH Nordbank Arena    | 57 000     | Hamburgo        |
| 6  | Mercedes-Benz Arena   | 54 267     | Stuttgart       |
| 7  | Borussia-Park         | 53 148     | Mönchengladbach |
| 8  | Commerzbank-Arena     | 52 300     | Frankfurt       |
| 9  | LTU Arena             | 51 500     | Düsseldorf      |
| 10 | RheinEnergieStadion   | 50 997     | Colônia         |
| 11 | AWD-Arena             | 48 933     | Hanôver         |
| 12 | Frankenstadion        | 44 968     | Nuremberg       |
| 13 | Zentralstadion        | 44 345     | Leipzig         |
| 14 | Weserstadion          | 42 354     | Bremen          |
| 15 | Fritz Walter Stadion  | 41 582     | Kaiserslautern  |
| 16 | Südweststadion        | 41 383     | Ludwigshafen    |
| 17 | Ludwigspark Stadion   | 35 286     | Saarbrücken     |
| 18 | Grotenburg Stadion    | 34 500     | Krefeld         |
| 19 | Wildparkstadion       | 33 800     | Karlsruhe       |
| 20 | Rosenaustadion        | 32 338     | Augsburg        |
| 21 | SGL Arena             | 30 660     | Augsburg        |